# Golubóvitsi
Golubóvitsi (en rus: Голубовицы) és un poble de l'óblast de Leningrad, a Rússia, que el 2017 tenia 7 habitants, pertany al districte de Vólossovo.